# 穆寨街道
穆寨街道，是中华人民共和国陕西省西安市临潼区下辖的一个街道办事处。
2011年，陕西省民政厅批复同意撤销穆寨乡建制，设立穆寨街道办事处。

## 行政区划
穆寨街道下辖以下地区：
业池村、南坡村、穆寨村、姚坡村、杨南湾村、石湾村、王湾村、尖山村、西王坡村、骆岭村、周沟村、西岳村、门岩村和三庙村。